# Eksperimentalni dizajn
Eksperimentalni dizajn (DOE, DOX, ili dizajn eksperimenata) je dizajn bilo kojeg zadatka koji ima za cilj da opiše ili objasni varijaciju informacija pod uslovima za koje je postavljena hipoteza da odražavaju varijaciju. Termin se generalno povezuje sa eksperimentima u kojima dizajn uvodi uslove koji direktno utiču na varijaciju, ali se takođe može odnositi na dizajn kvazi-eksperimenata, u kojima su prirodni uslovi koji utiču na varijacije odabrani za posmatranje.
U svom najjednostavnijem obliku, eksperiment ima za cilj da predvidi ishod uvođenjem promene preduslova, koja je predstavljena sa jednom ili više nezavisnih varijabli, koje se takođe nazivaju „ulazne varijable” ili „prediktorske varijable”. Promena jedne ili više nezavisnih varijabli se generalno pretpostavlja da dovodi do promene jedne ili više zavisnih varijabli, koje se takođe nazivaju „izlazne varijable” ili „varijable odgovora”. Eksperimentalni dizajn može takođe identifikovati kontrolne varijable koje se moraju održavati konstantnim kako bi se sprečilo da spoljni faktori utiču na rezultate. Eksperimentalni dizajn uključuje ne samo izbor odgovarajućih nezavisnih, zavisnih i kontrolnih varijabli, već i planiranje isporuke eksperimenta pod statistički optimalnim uslovima, s obzirom na ograničenja raspoloživih resursa. Postoji više pristupa za određivanje skupa projektnih tačaka (jedinstvene kombinacije postavki nezavisnih varijabli) koje će se koristiti u eksperimentu.
Glavni problemi u eksperimentalnom dizajnu uključuju utvrđivanje validnosti, pouzdanosti i replikabilnosti. Na primer, ova tri aspekta mogu biti delimično rešina pažljivim odabirom nezavisnih varijabli, čime se smanjuje rizik od greške u merenja i osigurava da je dokumentacija metode dovoljno detaljna. Povezani problemi uključuju postizanje odgovarajućih nivoa statističke moći i osetljivosti. Ispravno dizajnirani eksperimenti unapređuju znanje iz prirodnih i društvenih nauka i inženjerstva. Ostale aplikacije uključuju marketing i kreiranje smernica. Proučavanje dizajna eksperimenata je važna tema u metanauci.

## Istorija

### Sistematska klinička ispitivanja
Godine 1747, dok služio kao hirurg na HMS Solsberi, Džejms Lind sproveno je sistematsko kliničko ispitivanje radi poređivanja lekova za skorbut. To sistematsko kliničko ispitivanje predstavlja vrstu eksperimentalnog dizajna.
Lind je odabrao 12 ljudi sa broda, svi od kojih su patili od skorbuta. Lind je ograničio svoje subjekte na muškarce koji su „bili međusobno slični koliko je to bilo moguće”, odnosno, on je primenio stroge ulazne zahteve da bi se umanjile irelevantne varijacije. On ih je podelio u šest parova, dajući svakom paru različite dopune njihovoj osnovnoj ishrani tokom perioda od dve nedelje. Tretmani su bili lekovi koji su u to vreme bili predloženi:
- Kvart cidera svaki dan.
- Dvadeset pet kapi vitriola (sumporne kiselina) tri puta dnevno na prazan želudac.
- Pola pinte morske vode svaki dan.
- Mešavina belog luka, senfa i hrena u grudima veličine muškatnog oraščića.
- Dve kašike sirćeta tri puta dnevno.
- Dva narandže i jedan limun svaki dan.

Citrusni tretman je okončan nakon šest dana kad im je ponestalo voća, ali do tada je jedan mornar već bio spreman za dužnost, dok se drugi gotovo oporavio. Izuzev toga, samo jedna grupa (jabukovača) pokazala je određeni učinak lečenja. Ostatak posade je verojatno služio kao kontrola, ali Lind nije izvestio o rezultatima iz bilo koje kontrolne (netretirane) grupe.

### Statistički eksperimenti
Inicijalni doprinos razvodju teorije statističkog zaključivanja je napravio Čarls Sanders Pers sa radovima „Ilustracije logike nauke” (1877–1878) i „Teorija verovatnog zaključivanja” (1883). U ove dve publikacije on je naglasio značaj zaključivanja zasnovanog na randomizaciji u statistici.

#### Randomizovani eksperimenti
Čarls Sanders Pers je randomno rasporedio volontere u slepom, ponavljeno-merenom dizajnu da bi procenio njihovu sposobnost da diskriminiraju težine. Persov eksperiment inspirisao je druge istraživače u psihologiji i obrazovanju, koji su razvili istraživačku tradiciju randomiziranih eksperimenata u laboratorijama i specijalizovanim udžbenicima tokom 1800-ih.

#### Optimalni dizajnovi za regresione modele
Čarls Sanders Pers je isto tako doprineo prvoj publikaciji na engleskom jeziku o optimalnom dizajnu za regresione modele iz 1876. godine. Pionirski optimalni dizajn za polinomsku regresiju predložio je Gergon 1815. godine. Kirsten Smit je 1918. objavila optimalne dizajne za polinome šestog stepena (i manje).

### Sekvence eksperimenata
Upotreba niza eksperimenata, gde dizajn svakog može zavisiti od rezultata prethodnih eksperimenata, uključujući i moguću odluku da se zaustavi eksperimentisanje, obuhvaćena je poljem sekvencione analize. Pionirski doprinos ovom polju je učinio Abraham Vald u kontekstu sekvencijalnih testova statističkih hipoteza. Herman Černof je napisao pregled optimalnih sekvencijalnih dizajna, dok je S. Zaks ispitivao adaptivne dizajne. Jedan specifičan tip sekvencijalnog dizajna je „dvoruki bandit”, koji se može generalizovati u višestrukog bandita, na kojem je rane radove izvršio Herbert Robins 1952. godine.

## Fišerovi principi
Metodologiju dizajniranja eksperimenata predložio je Ronald Fišer u svojim inovativnim knjigama: Uređenje terenskih eksperimenata (1926) i Dizajn eksperimenata (1935). Veliki deo njegovog pionirskog rada bavio se poljoprivrednim primenama statističkih metoda. Kao svakodnevni primer, opisao je kako se može testirati hipoteza dame koja gustira čaj, da izvesna dama može samo po ukusu da razlikuje da li je mleko ili čaj prvi stavljen u šolju. Ove metode su našle široku primenu u fizičkim i društvenim naukama, i još uvek se koriste u poljoprivrednom inženjerstvu. One se razlikuju od dizajna i analize računarskih eksperimenata.
Poređenje
U nekim oblastima studija nije moguće imati nezavisna merenja prema metrološkom standardu koji se može pratiti. Poređenja između tretmana su mnogo vrednija i obično su poželjnija, i često se porede sa naučnom kontrolom ili tradicionalnim tretmanom koji služi kao osnova.
Randomizacija
Slučajno dodeljivanje je proces radnomnog svrstavanja pojedinaca u grupe ili različite grupe u eksperimentu, tako da svaki pojedinac populacije ima istu šansu da postane učesnik u studiji. Slučajno raspoređivanje pojedinaca u grupe (ili uslova unutar grupe) razlikuje rigorozan, „pravi” eksperiment od opservacijske studije ili „kvazi-eksperimenta”. Postoji opsežna matematička teorija koja istražuje posledice alociranja jedinica na tretmane pomoću nekog slučajnog mehanizma (kao što su tabele slučajnih brojeva ili upotreba uređaja za randomizaciju kao što su karte za igru ili kocke). Dodeljivanje jedinica lečenju nasumično ima tendenciju da ublaži pometanje, koje uzrokuju da se efekti uzrokovani faktorima koji nisu deo tretmana pojavljuju kao rezultat tretmana.
Rizici povezani sa randomnom alokacijom (kao što je ozbiljna neravnoteža u ključnoj karakteristici između tretirane grupe i kontrolne grupe) mogu se izračunati i stoga se mogu upravljati do prihvatljivog nivoa koristeći dovoljno eksperimentalnih jedinica. Međutim, ako je populacija podeljena na nekoliko subpopulacija koje se nekako razlikuju, a istraživanje zahteva da svaka subpopulacija bude jednaka po veličini, može se koristiti stratifikovano uzorkovanje. Na taj način, jedinice u svakoj subpopulaciji su randomizirane, ali ne i celi uzorak. Rezultati eksperimenta mogu se pouzdano generalizovati iz eksperimentalnih jedinica na veću statističku populaciju jedinica samo ako su eksperimentalne jedinice slučajni uzorak iz veće populacije; verovatna greška takve ekstrapolacije zavisi, između ostalog, od veličine uzorka.
Statistička replikacija
Merenja su obično predmet varijacija i merne nesigurnosti; stoga se ona ponavljaju i celokupni eksperimenti se replikuju kako bi se identifikovali izvori varijacija, bolje procenili stvarni efekti tretmana, dodatno ojačala pouzdanost i valjanost eksperimenta, i da bi se uvećalo postojeće poznavanje teme. Međutim, određeni uslovi moraju biti ispunjeni pre nego što se započne replikacija eksperimenta: originalno istraživačko pitanje je objavljeno u recenziranom časopisu ili široko citirano, istraživač je nezavisan od originalnog eksperimenta, istraživač mora prvo pokušati da ponovi originalne nalaze koristeći originalne podatke, i izveštaj treba da navede da je sprovedena studija replikaciona studija koja je pokušala da prati originalnu studiju što je moguće striktnije.
Blokiranje
Blokiranje je nerandomno raspoređivanje eksperimentalnih jedinica u grupe (blokove/mnoštva) koje se sastoje od jedinica koje su slične jedna drugoj. Blokiranje smanjuje poznate ali irelevantne izvore varijacija između jedinica i na taj način omogućava veću preciznost u proceni izvora varijacija koje se proučavaju.
Ortogonalnost
Ortogonalnost se odnosi na oblike poređenja (kontraste) koje se mogu legitimno i učinkovito sprovoditi. Kontrasti mogu biti predstavljeni vektorima i skupovi ortogonalnih kontrasta su nekorelirani i nezavisno distribuirani ako su podaci normalni. Zbog te nezavisnosti, svaki ortogonalan tretman pruža različite informacije od drugih tretmana. Ako postoji T-tretmana i T-1 ortogonalnih kontrasta, sve informacije koje se mogu prikupiti iz eksperimenta mogu se dobiti iz skupa kontrasta.
Faktorski eksperimenti
Ovi ekperimenti obuhvataju upotrebu faktorskih eksperimenata, umesto metode jedan po jedan faktor. Oni su efikasni u proceni efekata i mogućih interakcija nekoliko faktora (nezavisnih varijabli). Analiza dizajna eksperimenta izgrađena je na osnovi analize varijanse, kolekcije modela koji dele uočenu varijansu u komponente, prema tome koje faktore eksperiment mora proceniti ili testirati.

## Literatura
- Peirce, C. S. (1877–1878), "Illustrations of the Logic of Science" (series), Popular Science Monthly, vols. 12-13. Relevant individual papers:
  - (1878 March), "The Doctrine of Chances", Popular Science Monthly, v. 12, March issue, pp. 604–615. Internet Archive Eprint.
  - (1878 April), "The Probability of Induction", Popular Science Monthly, v. 12, pp. 705–718. Internet Archive Eprint.
  - (1878 June), "The Order of Nature", Popular Science Monthly, v. 13, pp. 203–217.Internet Archive Eprint.
  - (1878 August), "Deduction, Induction, and Hypothesis", Popular Science Monthly, v. 13, pp. 470–482. Internet Archive Eprint.
  - Peirce, C. S. (1883), "A Theory of Probable Inference", Studies in Logic, pp. 126-181, Little, Brown, and Company. (Reprinted 1983, John Benjamins Publishing Company,  90-272-3271-7)

## Spoljašnje veze
- A chapter from a "NIST/SEMATECH Handbook on Engineering Statistics" at NIST
- Box–Behnken designs from a "NIST/SEMATECH Handbook on Engineering Statistics" at NIST
- Detailed mathematical developments of most common DoE in the Opera Magistris v3.6 online reference Chapter 15, section 7.4,  978-2-8399-0932-7.